# Allium chloroneurum
Allium chloroneurum är en amaryllisväxtart som beskrevs av Pierre Edmond Boissier. Allium chloroneurum ingår i släktet lökar, och familjen amaryllisväxter. Inga underarter finns listade i Catalogue of Life.